# Skogsbergia megalops
Skogsbergia megalops is een mosselkreeftjessoort uit de familie van de Cypridinidae. De wetenschappelijke naam van de soort is voor het eerst geldig gepubliceerd in 1872 door Sars.